# كينت نينوميا
كينت نينوميا (بالإنجليزية: Kent Ninomiya)‏ هو صحفي أمريكي، ولد في 1966 في سان فرانسيسكو في الولايات المتحدة.